# Sistema inalámbrico de respuesta
El Sistema inalámbrico de respuesta (en inglés: Classroom Response Systems), también conocido como Clicker, es un método interactivo de votación en el cual la audiencia puede responder a cuestiones lanzadas por el ponente, el cual las recogerá de manera inmediata y anónima.
Se asemeja a un mando a distancia y funciona de la misma manera. Usa una tecnología de infrarrojos o radiofrecuencia para transmitir y registrar las respuestas de los estudiantes a las preguntas que les formula el profesor. 
En la clase se coloca una pequeña estación receptora, portátil, a través de la cual se pueden recoger y registrar las respuestas de los estudiantes. Cada Clickers genera una señal única e identificable, y su control, dependiendo de la metodología que use el profesor, puede estar a cargo de un estudiante o de un grupo. El sistema permite la participación activa de todos los estudiantes y proporciona al profesor retroalimentación inmediata. 
Por otro lado, Clickers, integrado en una metodología docente adecuada, permite la evaluación diagnóstica, formativa y sumativa; la autoevaluación; la coevaluación, la interacción entre estudiantes y con el profesor y, sobre todo, la motivación de los estudiantes y la mejora de los planes docentes.

## Definición e historia del sistema inalámbrico de respuesta (clickers)
El Sistema Inalámbrico de Respuesta, también es conocido como clicker.  Clicker,  se asemeja a un mando a distancia y es un método interactivo de votación en el que la audiencia se remite a responder a cuestiones que han sido lanzadas por el ponente.  Esta votación se registra de forma inmediata y anónima.
El origen del clicker se remonta al adiestramiento de algunas especies de animales vinculadas al espectáculo. Se empleaban una serie de técnicas basadas en el castigo para conseguir los objetivos propuestos.  En la actualidad, el uso de los clickers, es un método que combina un aparato inalámbrico que emite un "click" y un premio después de que el animal realice la acción impuesta.
Fue en el año 1990 cuando Eric Mazur, profesor de Física y Química aplicada en la Universidad de Harvard, incluyó el láser de pulsos cortos, con el único fin de dar un giro radical a la metodología empleada con sus alumnos hasta el momento.  
En su libro desarrolla lo que conocemos hoy día como Instrucción entre pares (Peer Instruction), aplicada en diferentes ámbitos educativos. Es en este libro donde describe que uno de los problemas en la enseñanza subyace en la presentación de los contenidos, donde la mayor parte de los conocimientos proviene de textos guía , desarrollando en este sentido, un clima de trabajo aburrido, donde la participación, atención y predisposición hacia la materia es prácticamente nula.
Este método, se comenzó utilizando en la universidad a partir de 1998.
Sin embargo, no solo se utiliza en la Universidad, sino que con el avance de las Tecnologías de la Información y Comunicación  también ha llegado a las aulas de los centros educativos, fomentando el aprendizaje basado en juegos y la gamificación, permitiendo la interacción entre iguales, el aprendizaje activo y pensar-emparejar-compartir.
Se suele emplear para garantizar que el estudiante ha comprendido y asimilado los conceptos establecidos en las sesiones, es decir, que sabe identificar las respuestas correctas a preguntas del temario.  Además de los cuestionarios, los debates en grupos grandes son algunas de las actividades que se pueden realizar con clickers.

## Quién y dónde se utilizan los Clickers
El comienzo de la utilización de los Clickers fue en 1998, empleando dicha herramienta, en sus inicios, en las universidades.
Con esta herramienta conseguimos que los estudiantes puedan estar comunicados entre ellos.
Se puede utilizar para respaldar las ideas del docente respecto a la adquisición del conocimiento del alumnado, en base a las nociones que este tiene sobre el trabajo que se ha ido desarrollando durante las sesiones. Es decir, identificar respuestas correctas a preguntas del temario.
Mediante el manejo de los Clickers, podemos experimentar cambios en la rutina de trabajo del alumnado, haciendo posible que al volver la trabajo lo hagan con mayor interés y motivación, favoreciendo así su aprendizaje. Destaca su uso en grupos grandes, aunque en pequeños grupos también resulta bastante efectiva, por la implicación que esta supone.
Las actividades a realizar con los Clickers suelen estar basadas en el desarrollo de cuestionarios. Pero resulta bastante llamativa la variedad de propuestas a realizar con dicha herramienta, como pueden ser los debates y las encuestas. Suelen desarrollarse en grupos grandes, lo cual nos permite conocer un mayor número de respuestas, que sería inviable en una clase magistral.
Clickers no solo se utiliza en la universidad, sino que con el avance de las Nuevas Tecnología y las TIC también ha llegado a las aulas de los colegios, fomentando un aprendizaje lúdico, favoreciendo así el proceso educativo del alumnado.

## Historia de los Clickers
El Clicker, ha sido utilizado durante la historia como un método de adiestramiento para animales. Utilizando técnicas basadas en el castigo para alcanzar los fines propuestos. Por otra parte, también ha sido vinculado a los aspectos educativos, proporcionando un fin totalmente opuesto al nombrado anteriormente.
En el año 1990  Eric Mazur, profesor universitario especializado en el campo de la ciencia, incluyó un instrumento utilizado en el mundo de la física, el láser de pulsos cortos. Buscando un cambio metodológico con el fin de alcanzar el pleno desarrollo de las capacidades de su alumnado.
Aunque los resultados en un primer momento no fueron los esperados, continuó persistiendo para alcanzar sus objetivos, desarrollando el método Instrucción entre Pares (Peer Instruction), aplicado en diferentes ámbitos educativos. Describiendo que uno de los principales problemas de la enseñanza surgía en la muestra del material de estudio, donde los conocimientos impartidos provienen de textos o materiales creados por el propio docente, alcanzando un ambiente poco participativo y por consiguiente generando poca atención y motivación para los alumnos y alumnas.

## Beneficios de utilización de los clickers en el ámbito educativo
Los “clickers” han transformando la dinámica de aprendizaje del alumnado al mejorar la interacción entre alumnado y profesorado especialmente en clases con una alta ratio de alumnos.
Algunas de las ventajas que ofrecen este tipo de sistemas se señalan a continuación.
- Los alumnos se muestran más motivados y comprometidos con el aprendizaje.[16]
- Permite monitorear en tiempo real el estado de aprendizaje del alumnado para identificar posibles dificultades y de esa manera ajustar el proceso de enseñanza.
- Proporciona a los estudiantes una retroalimentación inmediata que les permite validar sus conocimientos y proceso de aprendizaje.[17]
- Genera debates entre el alumnado, al comparar, justificar y discutir sus respuestas. Adicionalmente, el hecho de que se pueda seleccionar la modalidad de respuesta anónima a menudo hace que los alumnos se sientan más seguros generando una mayor participación por parte del alumnado
- Se trata de herramientas de uso sencillo y bajo coste que mejoran significativamente la experiencia de aprendizaje.[18]

## Beneficios de utilizar Clickers en la educación
Los clickers han transformando la dinámica en el proceso evaluativo. A continuación se destacan las siguientes ventajas de la utilización de estas herramientas en el aula. 
- El alumnado se muestra más motivado y comprometido con el aprendizaje.[19]
- Feedback instantáneo para el alumnado y el docente.[20]
- Herramientas que tienen un uso sencillo y un coste bajo.[21]
- Promueven debates entre los educandos.[22]
- Permiten incluir videos e imágenes en las preguntas.[23]
- Al utilizar estos sistemas de evaluación se fomenta el uso de metodologías emergentes en el aula como la gamificación.[24]
- Promueven la atención y la concentración.[25]

## El sistema inalámbrico de respuesta en el proceso de enseñanza-aprendizaje
Los clickers permiten, por un lado, recoger las respuestas de un grupo de alumnos (grande o pequeño) en cuestión de segundos. Además en el mismo instante ofrecen las respuestas obtenidas mostrando los resultados. Según la intencionalidad del docente, podemos utilizar los clickers:
- Como herramienta de evaluación: Permitiendo llevar un seguimiento y verificar el nivel de comprensión de un contenido. Además en diferentes momentos, pudiendo servirnos tanto para una evaluación inicial o diagnóstico, evaluación procesual, o evaluación sumativa o final. Pero también, en función del agente que lleva a cabo la evaluación, contribuye a la realización de la autoevaluación, coevaluación o heteroevaluación.[27]

- Para fomentar el pensamiento crítico: A través de las diferentes preguntas planteadas por el docente se pueden organizar debates, permitiendo que la clase adquiera un carácter más dinámico e interactivo. Esto permite además, trabajar diferentes tipos de agrupamientos (parejas, pequeño grupo o gran grupo).[26]

- Para conocer la opinión de los alumnos: A través de las preguntas y las respuestas ofrecidas se puede conocer la opinión de los alumnos sobre temas polémicos, aprovechándose para ello del anonimato que ofrece este sistema.[27]

## Tipos de Clikers
Los mecanismos de conexión entre los dispositivos portátiles donde los alumnos introducen sus respuestas y el dispositivo receptor que permite mostrar los resultados en la pantalla puede realizarse mediante distintas tecnologías.
- Infrarrojos: De funcionamiento similar a un mando a distancia de televisión. Requiere una línea de visibilidad directa entre los mandos emisores del alumnado y el receptor conectado al ordenador del profesor. Por este motivo esta tecnología es apta para clases pequeñas donde se garantice que la línea de visibilidad no se verá interrumpida por obstáculos.
- Radiofrecuencia: La conexión entre emisores y receptores se produce en este caso por radio frecuencia, esta tecnología será más adecuada para clases más amplias. Además permite la recepción de un mayor número de respuestas al mismo tiempo que los sistemas que funcionan por infrarrojos.
- Clicker a través de apps móviles: Se basan en la utilización de aplicaciones móviles, que cada alumno deberá descargar en su propio dispositivo, de forma que puedan contestas a las preguntas propuestas por el profesor a través de su propio móvil. Estas respuestas quedarán grabadas en la plataforma correspondiente, permitiendo visualizar los resultados a través del ordenador del profesor.
- Plicker: Se basa en la utilización de códigos QR. En este caso el dispositivo receptor es el propio dispositivo móvil del profesor, quién recoge las respuestas facilitadas por el alumnado. Cada alumno dispondrá de una tarjeta con un código QR con cuatro posibles posiciones, cada posición se corresponderá con una posible solución a la respuesta planteada. Cuando el profesor plantea una pregunta los alumnos levantarán la tarjeta indicando aquella respuesta que consideren correcta. El profesor entonces escaneará las respuestas a través de su móvil quedando registradas en su ordenador.

## Ventajas
Algunas de las principales ventajas del uso de clickers son:
- Enriquece el proceso de enseñanza-aprendizaje, llevando a cabo actividades más dinámicas y menos estáticas.
- La participación e interacción del alumnado aumenta, ya que se promueve la construcción del conocimiento activamente a través de un proceso interactivo, cooperativo y grupal.
- Mejora la atención en clase por parte del alumnado, facilitando una mayor retención de la información.
- Es muy práctico y resulta fácil de manejar para el alumnado.
- Evaluación formativa directa, con resultados instantáneos mediante el acceso al progreso del alumnado. Facilitando de esta manera una retroalimentación en tiempo real.

## Desventajas
Algunas de las principales desventajas del uso de clickers en educación son las siguientes:
- Los costes, tanto de adquirir y usar los clikers, como del personal y gastos administrativos.

- Pueden aparecer problemas técnicos, lo que puede suponer una pérdida considerable de tiempo. Es por ello, que el docente debe tener otras alternativas por si el sistema falla.

- Podría favorecer una conducta competitiva entre los usuarios.

- Para obtener beneficios con los clickers, se requiere mucho tiempo y dedicación.

Además de las desventajas nombradas anteriormente, también podemos encontrar las siguientes:
- Es necesario revisar la red de internet constantemente en los dispositivos, para asegurar que funcionan correctamente. Si el clicker no se configura bien y el alumno no puede utilizarlo adecuadamente, se descontrola el proceso de enseñanza-aprendizaje.
- A veces se le da un uso a los medios interactivos de forma inadecuada, fomentando efectos negativos en los alumnos, corrompiendo así, el proceso pedagógico.
- Al ser un medio interactivo impacta positivamente al principio en los alumnos, pero no siempre en los procedimientos pedagógicos.
- Podría favorecer una conducta impulsiva y egoísta entre los usuarios, ocasionando exclusión entre los alumnos.
- Pueden aparecer problemas técnicos, ocasionando la imposibilidad de realizar la actividad con clickers. El docente debe estar preparado con otras alternativas por si el sistema falla.
- Adaptar las sesiones del aula para obtener beneficios con los clickers exige mucho tiempo y dedicación.